# De Vries Robbé

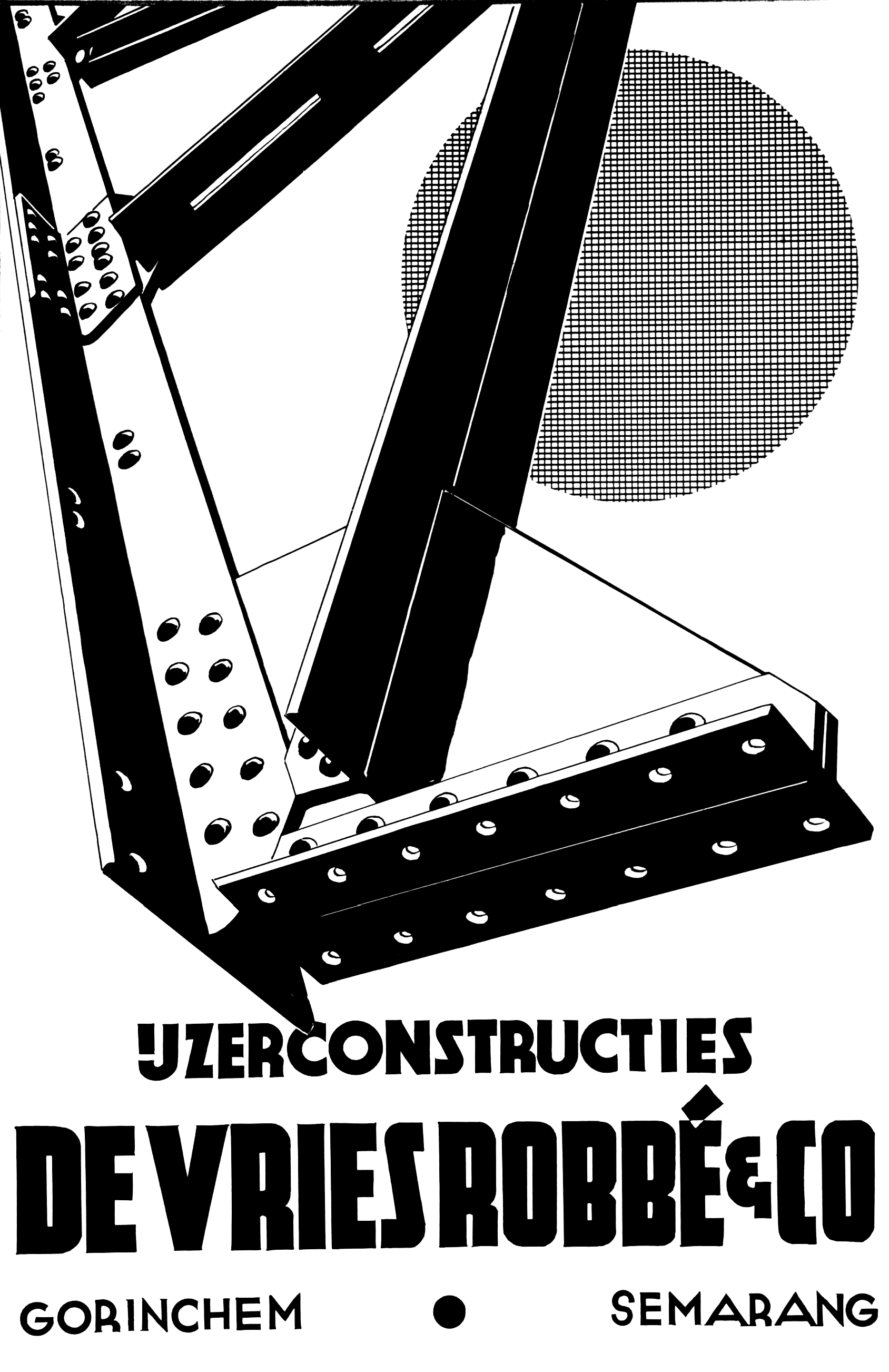
Affiche uit 1933

De Vries Robbé & Co N.V. is een Nederlands staalconstructiebedrijf dat bestond van 1881 tot en met 1976 en zijn hoofdvestiging had in Gorinchem. 

## Oprichting
Rond 1880 zocht de machinefabriek van de Gebr. Stork & Co. te Hengelo naar een bredere basis voor haar afzet in Nederland, in de vorm van bedrijven die als vertegenwoordiging en als installateur konden dienen. Voor een deel werden deze gelieerde ondernemingen met behulp van Stork door voormalige werknemers opgezet. Zo kon Willem de Vries Robbé in 1881 de uit 1877 daterende ijzergieterij en smederij van H. Oosterbroek & Zonen te Gorinchem overnemen. Willem De Vries Robbé had toen al een behoorlijke leerschool achter zich: na een opleiding aan de Twentsche Industrie- en Handelsschool praktisch werk in dienst van Stork, gevolgd door een eenjarige technische opleiding aan het Technicum te Mittweida.
Aanvankelijk trad de onderneming vooral op als agent van Stork en beperkten de werkzaamheden zich tot reparatie- en installatiewerk, maar al gauw ging het bedrijf zich steeds meer toeleggen op constructiewerk (1884: bruggen over het Merwedekanaal). De eerste 15 jaar waren niet succesvol door de recessie en onervarenheid met het constructiewerk. In 1889 telde De Vries Robbé 30 arbeiders, in 1897 34. Pas na 1895 kwam het bedrijf in betere omstandigheden. Bij het bezoek aan de wereldtentoonstelling te St. Louis, USA (1904), werden ideeën opgedaan om de bedrijfsvoering te verbeteren door een rationele arbeidsverdeling, ook bekend als Taylorisme. De productiecapaciteit nam toe, maar de bezettingsgraad moest wel op peil blijven en er werd naar het buitenland gekeken. In 1913 werd er een agentschap in Semarang opgericht. 

## Verbreding

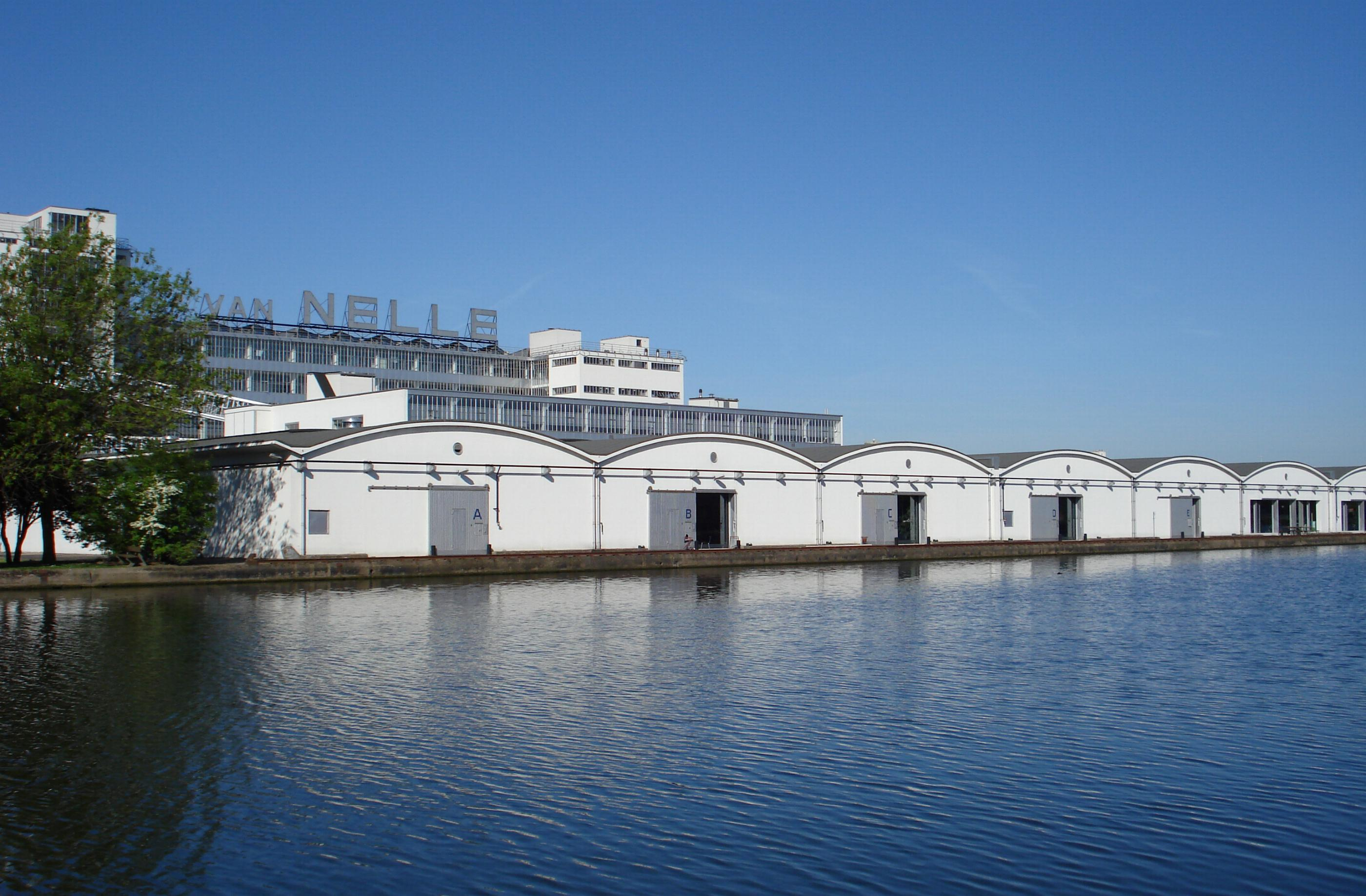
Rotterdam van Nelle Schiehallen

Het productiepakket verbreedde zich in de loop van de eerste veertig jaar van eenvoudig constructiewerk naar complexere opdrachten. Sluisdeuren, lichtopstanden, overkappingen en bruggen waren, naast centrifugaal- en handpompen (wellicht vanuit Stork) een specialiteit. Na 1900 kwamen daar de inrichting van slachthuizen (Den Bosch, 's-Gravenhage, Nijmegen) bij, naast inrichting van gasfabrieken, met name gashouders (Leiden, Boskoop, Enschede). De personeelsbezetting steeg dito, tot 125 werklieden naast 53 beambten in 1907. Dat laatste getal wijst op de kennisintensieve aard van de werkzaamheden. Het bleef echter niet alleen bij constructiewerk. Al in 1910 werd een "ramentent" opgericht en in 1915 begon men Bimsbeton-cassettes voor dakbedekking te produceren. In 1916 werd de Bimsbeton-cassettes-productie ondergebracht in de N.V. Betondak en dit bedrijf verhuisde naar Arkel.

## Groei 20e eeuw[1]

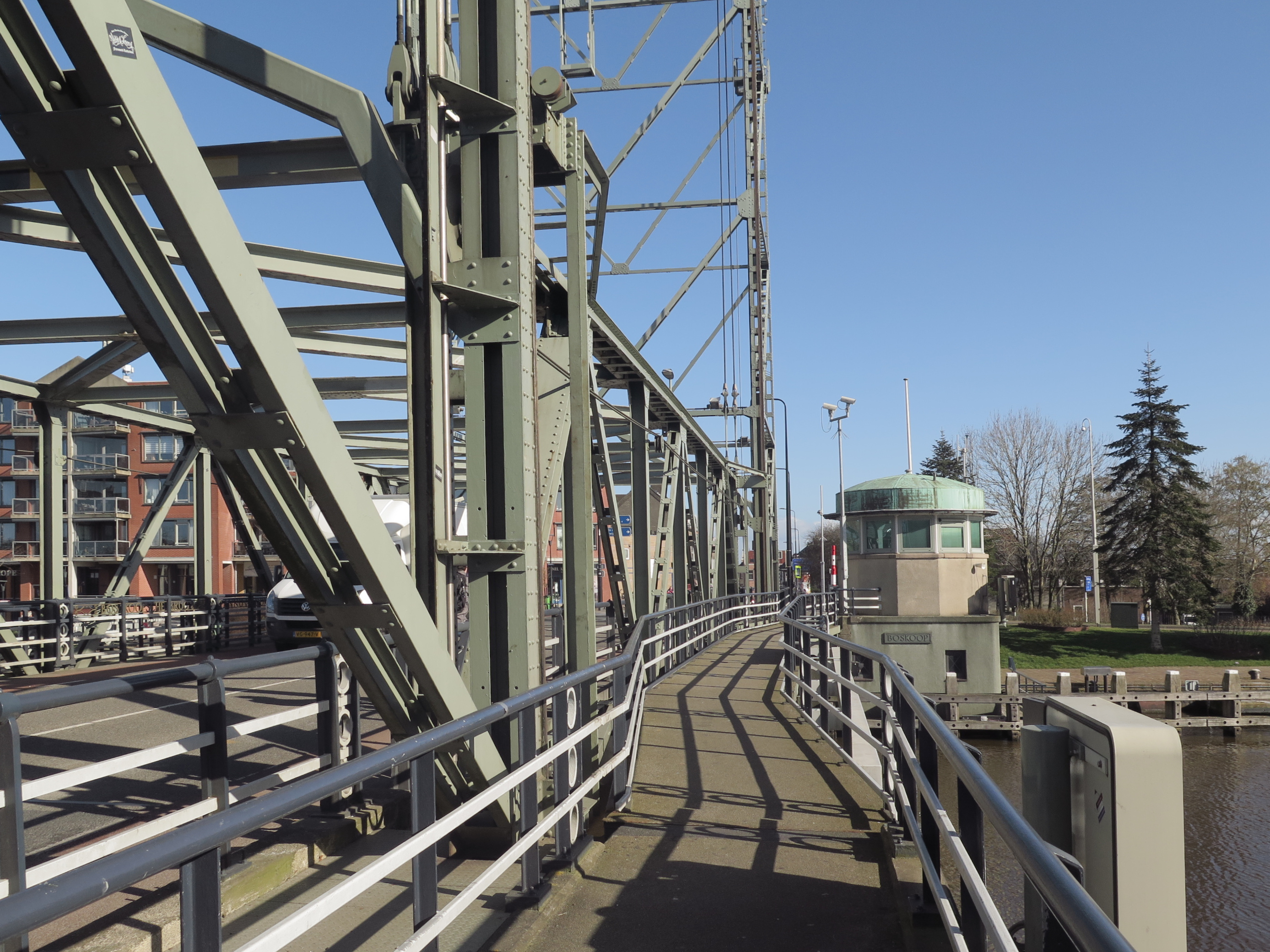
Hefbrug Boskoop

Het bedrijf groeide vanaf 1925 uit tot het grootste bedrijf van Gorinchem. Het bedrijf was eerst alleen gevestigd aan de Linge, net buiten de vesting en verbonden via de Merwedesluis aan de Merwede. Met de toename van de grootte van de in de fabriek samen te stellen onderdelen was er behoefte aan een terrein direct aan de Merwede. In 1964 nam De Vries Robbé het bedrijfscomplex van Bijkers Aannemingsbedrijf N.V. over. Het opende vestigingen in diverse Nederlandse plaatsen, waaronder Eindhoven. De Vries Robbé bouwde onder andere stalen bruggen, staalskeletgebouwen, -hallen, eletrciteitsmasten, zendmasten, gashouders en opslagtanks. In de loop der tijd zijn er verschillende nevenbedrijven ontstaan, waaronder fabricage van ramen en deuren, maar ook radiatoren. Vlak voor de Tweede Wereldoorlog werkten er 927 werklieden naast 335 beambten bij De Vries Robbé en besloeg het bedrijfsterrein 58.554 m².

## Ramen en gevels

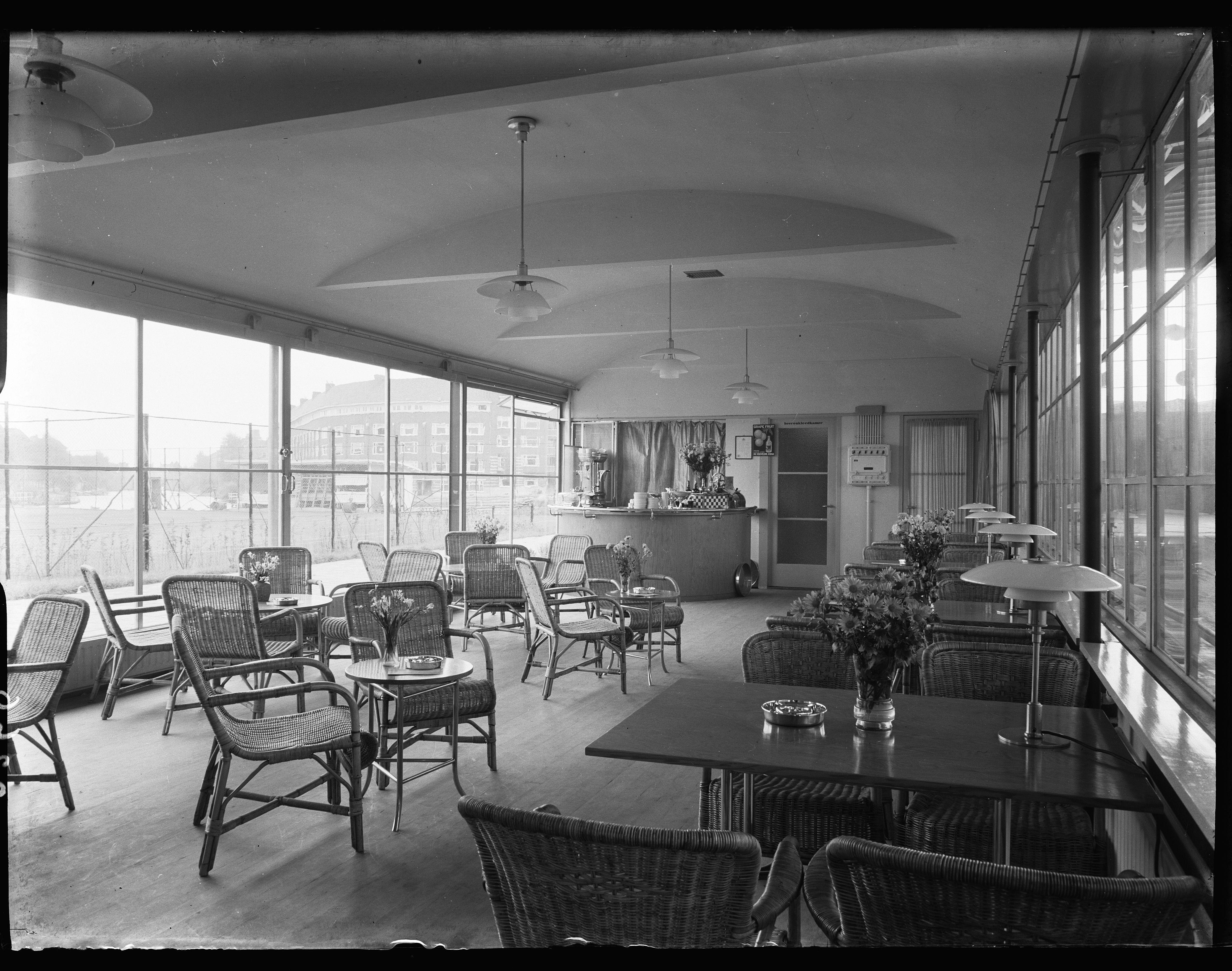
Stalen ramen in het Apollo paviljoen in Amsterdam

In 1910 werd begonnen met het vervaardigen van stalen ramen. In 1950 werden aluminium ramen geïntroduceerd. Later ging dit bedrijfsonderdeel zelfstandig verder en evolueerde in een bedrijf dat totale (glas)gevels en gevelbekledingen leverde. Na diverse overnames ontstond hieruit een bedrijf met de handelsnaam De Vries Robbé Gevelbouw BV. Beursfonds De Vries Robbé Group N.V. (DVRG) nam de gevelactiviteiten in 1998 over van BTG, het investeringsvehikel van de zakenlieden J.W. Gaal en H. van den Hombergh. Bij het eveneens aangekochte Britse gevelbedrijf Witte UK werden financiële stroppen ontdekt ter waarde van 10 miljoen gulden.Sindsdien volgde een groot aantal rechtszaken - tussen De Vries Robbé Group en BTG, maar ook tussen De Vries Robbé Gevelbouw en zijn voormalige moederbedrijf. Op 14 juni 1999 verkocht DVRG dit bedrijf en de holding Gevel Nederland aan Forex Lloyd GmbH. Op 26 januari 2000 hield het gevelbouwbedrijf uiteindelijk op te bestaan. Het beursgenoteerde bedrijf meldde in het jaarverslag over 2006 dat het een investeringsmaatschappij is. Op 12 mei 2009 werd DVRG N.V. failliet verklaard. Dit was het einde van de naam De Vries Robbé met wortels, die teruggingen tot 1881.

## Overname
In 1969 werd het bedrijf overgenomen door Billiton Maatschappij dat in 1970 onderdeel werd van Shell. In 1972 ging het bedrijf op in de staalpoot van het Nederhorst-concern onder de naam Nederhorst Staal Gorinchem. De Vries Robbé was een van de vele grote industriële bedrijven die in de jaren 70 van de 20e eeuw failliet gingen. Bij het faillissement in 1976 verloor Gorinchem een van zijn belangrijkste werkgevers en liep de werkloosheid in deze plaats op tot 12%.

## Voortzetting
Twee staalconstructiebedrijven zetten uiteindelijk een reddingsplan op dat met overheidssteun werd gerealiseerd. Op 1 november ging Mercon Steel Structures B.V. van start op de voormalige scheepswerf Bijkers aan de Krinkelwinkel. De Groot Zwijndrecht en Hollandia hadden elk een aandeel van ca. 37%, de Staat had de overige aandelen in handen.
Ook de montageafdeling van de voormalige De Vries Robbé werd, deels, - zonder overheidssteun - gered. Het ging verder als Merwede Montage B.V. Een deel van de engineering werd ondergebracht in een bureau opgericht door zes staalbedrijven onder de naam Export- en ingenieursbureau Udec B.V. te Gorinchem op 21 januari 1977. In 1981 werd gemeld dat dit bureau binnenkort zou worden ontmanteld.
In 2023 heeft Flows Groep BV uit Dordrecht het merk De Vries Robbé & Co gekocht. De Flows Groep was al eigenaar van Exclusive Steel uit Made.  In Made produceren en renoveren zij de originele kozijnen welke in het verleden ook werden gemaakt door De Vries Robbé & Co.

## Projecten waaraan bijgedragen is
- Koepelgevangenis (Haarlem) (1901)
- Koepelkerk (Arkel) (1922)
- Kantoorgebouw van Oranje-Nassau (mijnen), Heerlen (1931)
- Ambachtsschool, W. de Vries Robbéweg, Gorinchem (1932)
- Watertoren Poelepantje, Suriname (1933)
- Staalskelet Atelierwoningen Zomerdijkstraat Amsterdam van arch. Zandstra,Giesen en Sijmons, (1934) verder ook verantwoordelijk voor de statiche berekeningen van het gebouw.
- Staalconstructie City Theater (gebouw in Amsterdam) (1935)
- Hefbrug Waddinxveen en Hefbrug Boskoop (1936)
- Stalen ramen voor Twentsche Bank, Heerlen (1941)
- Stadsbrug (Kampen) (1946)
- Droge gashouder, Staatsmijn Maurits, Lutterade (1954)
- Stalen ramen uitbreiding fabrieksgebouwen van Vlissingen & Co., Helmond (1954)
- Gebouw G.P.P. Kon. Ned. Gist- en Spiritusfabriek, Delft (1954)
- Staalconstructie stalen ramen en deuren Margriethal Jaarbeurs (Utrecht) (1954)
- Stalen reactorhal Kernreactoren Petten (1957)
- Gerbrandytoren (1958)
- Merwedebrug (Boven-Merwede) bij Gorinchem (1959 - 1969)
- Stadsgehoorzaal De Nieuwe Doelen te Gorinchem (1959)
- Langebrug te Gorinchem (1960)